# Thanh Tây lăng
Thanh Tây lăng (tiếng Trung: 清西陵; bính âm: Qīng Xī líng; tiếng Mãn: ᠸᠠᡵᡤᡳ 
ᡝᡵᡤᡳ 
ᠮᡠᠩᡤᠠᠨ, Möllendorff: wargi ergi munggan) là một quần thể lăng mộ triều đại nhà Thanh nằm cách 140 km (87 mi) về phía tây nam Bắc Kinh, thuộc Huyện Dịch, Hà Bắc. Đây có khu lăng tẩm kết hợp của bốn lăng mộ Hoàng gia, là nơi chôn cất 78 thành viên Hoàng tộc. Thanh Tây lăng là nơi chôn cất 5 vị Hoàng đế của triều đại nhà Thanh gồm: Ung Chính, Gia Khánh, Đạo Quang, Quang Tự, Phổ Nghi cùng các vị Hoàng hậu, Phi tần, Hoàng tử và Công chúa, cũng như quan lại Hoàng gia khác.

## Lịch sử

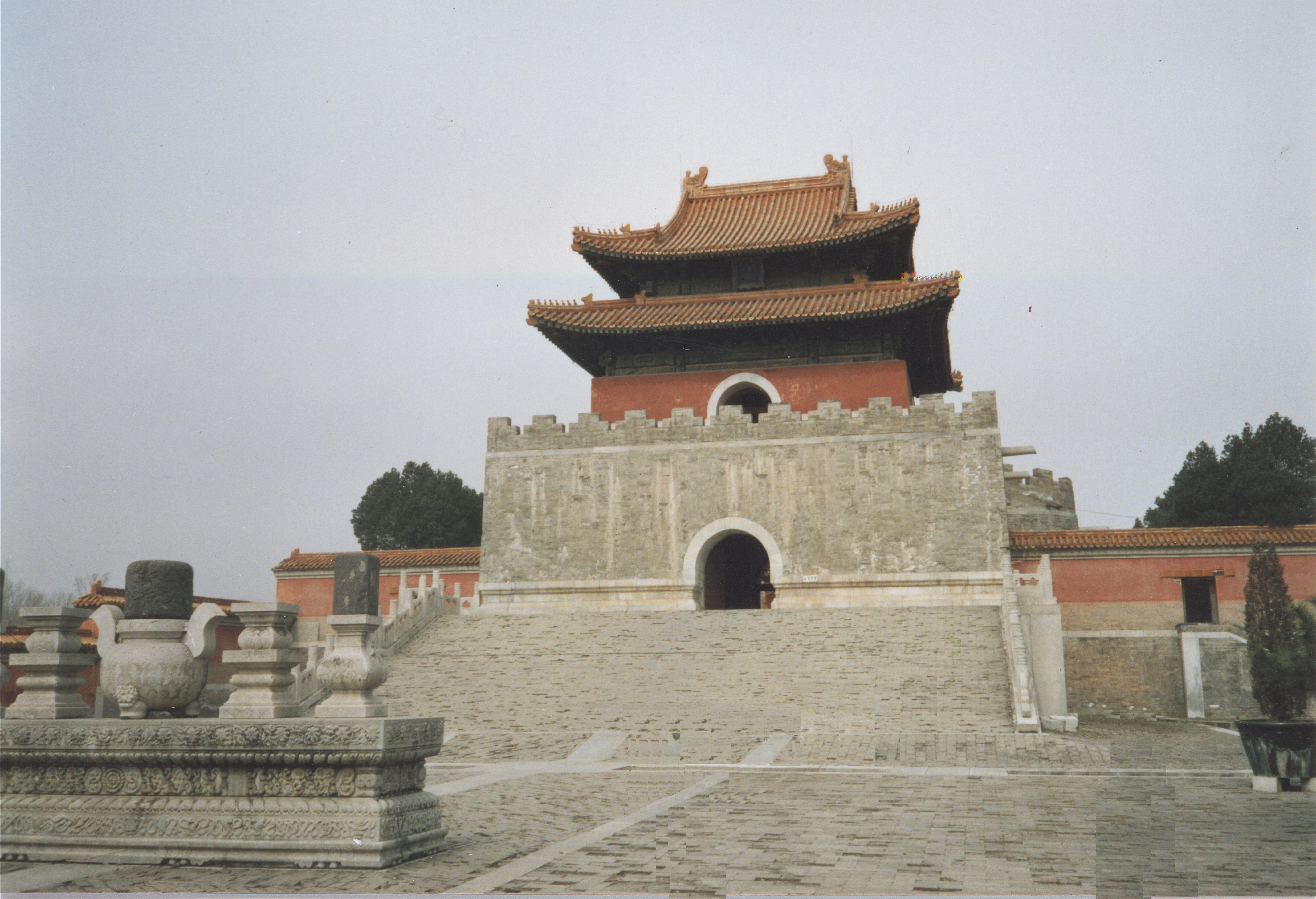
Một lăng mộ tại Thanh Tây lăng.

Sau khi quân Thanh tiến vào Trung Nguyên, hai vị hoàng đế đầu tiên là Thuận Trị Đế và Khang Hi Đế đều lựa chọn xây lăng gần khu vực Mã Lan Dục, hình thành nên Thanh Đông lăng. Ban đầu, Ung Chính Đế cũng định xây lăng tại đây. Tuy nhiên, vào năm Ung Chính thứ 7 (1729), ông ban chiếu từ bỏ kế hoạch do khu vực được chọn có quá nhiều đá sỏi, và chuyển sang chọn địa điểm ở Thái Bình Dục, núi Vĩnh Ninh thuộc huyện Dịch, Bảo Định, đặt nền móng cho Thanh Tây lăng. Việc này đã phá vỡ truyền thống con táng cùng cha, đời đời kế tục từng được Khang Hy Đế áp dụng.
Trước sự thay đổi đó, Càn Long Đế đã ban chiếu thiết lập chế độ “triệu táng”, thay thế chế độ táng trước đó. Theo chế độ mới, nếu cha được an táng ở Thanh Đông lăng, thì con phải táng tại Thanh Tây lăng; ngược lại, nếu cha táng ở Tây lăng thì con phải táng ở Đông lăng. Để thuận tiện cho việc quản lý lăng tẩm, năm Ung Chính thứ 11 (1733), 18 thôn làng thuộc châu Vị, phủ Đại Đồng (tỉnh Sơn Tây) được chuyển giao cho châu Dịch quản lý, và châu Dịch được nâng cấp thành trực lệ châu.
Các vị hoàng đế sau như Càn Long và Gia Khánh đều tuân thủ chế độ triệu táng. Tuy nhiên, vào tháng 9 năm Đạo Quang thứ 8 (1828), Đạo Quang Đế đến Thanh Đông lăng xem xét địa điểm xây lăng cho mình và phát hiện khu địa cung có hiện tượng thấm nước nghiêm trọng. Sau cuộc điều tra, ông quyết định bỏ địa điểm đó và chọn nơi mới tại Thanh Tây lăng để xây dựng lăng tẩm, hành động này đã phá vỡ chế độ “triệu táng”. Hệ quả là con trai ông, Hàm Phong Đế, buộc phải xây lăng tại Thanh Đông lăng (sau này là Định lăng). Vật liệu xây dựng của Định lăng phần lớn cũng được tái sử dụng từ công trình bị bỏ dở của Đạo Quang Đế. Đồng thời, Đồng Trị Đế vốn nên được an táng tại Thanh Tây lăng, nhưng vì tuân thủ quy định này nên cũng được táng tại Thanh Đông lăng.
Năm Quang Tự thứ 34 (1908), Quang Tự Đế qua đời, nhưng công tác chọn đất và chuẩn bị an táng chỉ được bắt đầu sau khi ông mất. Mãi đến năm 1914, Thanh Đức Tông (tức Quang Tự Đế) mới được an táng chính thức tại Sùng lăng thuộc Thanh Tây Lăng. Vì Phổ Nghi trên danh nghĩa là kế tự Thanh Mục Tông (Đồng Trị Đế), kiêm thờ Thanh Đức Tông (Quang Tự Đế), nên lăng của ông cũng được quy hoạch tại Thanh Tây Lăng. Công trình khởi công vào năm Tuyên Thống thứ 2 (1910), bao gồm việc xây dựng địa cung, nền điện và các kiến trúc như Minh lâu, Bảo thành theo trình tự trước dưới sau trên. Tuy nhiên, sau khi Cách mạng Tân Hợi bùng nổ, công trình bị đình chỉ và mãi mãi không được hoàn thành.
Trong thời nhà Thanh, chính quyền triều đình thiết lập hai cơ quan bảo vệ lăng là Đông phủ và Tây phủ tại khu vực Thanh Tây lăng. Ngoài ra còn có Tổng quản nha môn thuộc Nội vụ phủ và nha môn Bộ Binh phụ trách các công việc hành chính. Quan chức đứng đầu các nha môn này đều mang chức Tổng quản đại thần kiêm Tổng binh. Chính quyền cũng thiết lập hệ thống bảo vệ nghiêm ngặt với 587 cọc đỏ (hồng trang) dựng cách nhau 3 lý quanh khu lăng. Ngoài cọc đỏ 40 bước là cọc trắng (bạch trang), ngoài cọc trắng lại 40 bước là cọc xanh (thanh trang). Trong phạm vi này có tường phong thủy dài khoảng 21 km bao quanh, phía ngoài là đường hỏa đạo rộng 6–10 mét. Xa hơn là các cọc và núi công (quan sơn) cách lần lượt 13 mét và 20 lý tính từ các cọc. Dân thường bị nghiêm cấm xâm nhập khu vực này, nếu vi phạm có thể bị bắt và xử tử tại chỗ. Dù vậy, vẫn xảy ra nhiều vụ trộm gỗ quý tại khu vực, thậm chí một số do chính lính canh tham gia; hình phạt có thể từ lưu đày đến tử hình.
Năm 1900, phong trào Nghĩa Hòa Đoàn lan đến Bảo Định, nhiều binh lính canh lăng tham gia vào các tổ chức liên quan. Liên quân tám nước lấy danh nghĩa dẹp loạn đã tiến vào Bảo Định, trong đó quân Pháp trực tiếp chiếm đóng Thanh Tây Lăng. Những binh lính từng tham gia Nghĩa Hòa Đoàn bỏ trốn, số còn lại phải quỳ gối đón quân Pháp, thậm chí có quan lại tự sát cả nhà để giữ tiết. Quân Pháp xúc phạm hoàng lăng, tàn sát và cướp bóc, phá hủy nghiêm trọng nhiều kiến trúc và tài vật quý. Một phần tài vật bị cướp sau đó được hoàn trả nhờ sự can thiệp của triều đình, nhưng vẫn còn thất lạc nhiều món như: 4 món đồ vàng, 101 món bạc mạ vàng, 68 món bạc, 242 món đồng, 3 món thiếc, 29 bộ đũa ngà mun,... Để tổ chức lễ tế cuối năm, triều đình buộc phải thay thế nhiều lễ khí bằng vật liệu gỗ. Tổng cộng có 203 hạng mục bị hư hại cần sửa chữa, bao gồm: Thái lăng (28 hạng mục), Thái Đông lăng (18), viên tẩm Thuần Ý Hoàng quý phi (13), Xương lăng (27), Xương Tây lăng (16), viên tẩm Hòa Dụ Hoàng quý phi (13), Mục lăng (25), Mục Đông lăng (32), viên tẩm Hoài Thân vương (4), Đoan Thân vương (3), A Ca viên tẩm (5), viên tẩm Huệ Mẫn Cố Luân Công chúa (11), Cố Luân Đoan Thuận Công chúa (8). Sau đó có thêm 85 hạng mục bổ sung, nâng tổng số lên 288 hạng mục. Những thiệt hại bao gồm mất lễ khí dát vàng, bảo tọa gỗ tử đàn, điêu khắc gỗ nam, hư hại cửa sổ, cửa, then cửa và trần nhà,... Hầu hết các công trình này được phục hồi vào năm 1902.
Năm 1910 (Tuyên Thống thứ 2), khu vực Hồ Tiên Lâu ở phía tây bắc Sùng lăng được chọn làm lăng mộ cho Phổ Nghi và chính thức động thổ. Tuy nhiên sau Cách mạng Tân Hợi, công trình buộc phải ngừng lại và mãi không tiếp tục, dẫn đến việc Phổ Nghi không được an táng tại Thanh Tây lăng. Vật liệu xây dựng bị bỏ mặc ngay tại công trường.
Năm 1912, sau khi Phổ Nghi thoái vị và Trung Hoa Dân Quốc thành lập, hầu hết các cơ quan bảo vệ Thanh Tây lăng bị giải thể, chỉ còn lại chức vụ hộ lăng đại thần theo điều khoản ưu đãi dành cho hoàng tộc. Một số người từng thuộc bộ máy bảo vệ lăng hòa nhập với dân địa phương, số khác tiếp tục bảo vệ lăng tẩm.
Từ năm 1925, quân đội thuộc phe quân phiệt Trực hệ chiếm đóng khu vực Thanh Tây lăng, chặt phá và bán gỗ bách cổ thụ quanh lăng, phá hủy nhiều kiến trúc bề mặt như Tưởng đường. Năm 1929, Chính phủ Quốc dân Nam Kinh phối hợp với thành viên hoàng tộc cũ lập ra Ủy ban Bảo tồn Di tích Tây Lăng.
Năm 1937, khi Nhật Bản xâm lược Trung Quốc, chính quyền bù nhìn tại Bảo Định lập lực lượng "Cảnh vệ hộ lăng" ở khu vực Thanh Tây Lăng. Nhờ đó, lăng tẩm tạm thời không bị phá hoại bởi quân Nhật. Nhưng năm 1938, khu vực này liên tục bị tranh giành giữa quân Nhật và Bát Lộ Quân, dẫn đến khoảng trống quản lý. Một nhóm quân nhân không rõ danh tính đã đào trộm địa cung Sùng Lăng. Cùng năm, tám người địa phương cũng lợi dụng thời cơ để đào trộm mộ của Trân phi, khiến ngôi mộ bị cướp sạch. Vụ việc bị phát hiện bởi quân Nhật, hai trong số tám người bị chém đầu, sáu người còn lại chạy trốn, số cổ vật bị đánh cắp hoàn toàn mất dấu.
Sau kháng chiến chống Nhật và trước năm 1949, Thanh Tây lăng rơi vào tình trạng vô chủ, bị đào trộm liên tục. Nhiều địa cung bị mở toang, hiện vật bên trong phần lớn bị mất tích. Sau khi nước Cộng hòa Nhân dân Trung Hoa thành lập, năm 1954, Sở Bảo quản Di vật Thanh Tây lăng được thành lập, tình trạng xâm phạm lăng mộ mới dần được chấm dứt.

## Danh sách Lăng mộ

### Lăng mộ Hoàng Đế
| Hoàng Đế                     | Tên lăng                | Thời gian hạ táng |
| ---------------------------- | ----------------------- | ----------------- |
| Thanh Thế Tông Ung Chính Đế  | Thanh Thái lăng (泰陵)  | 1736              |
| Thanh Nhân Tông Gia Khánh Đế | Thanh Xương lăng (昌陵) | 1821              |
| Thanh Tuyên Tông Đạo Đế      | Thanh Mộ lăng (慕陵)    | 1852              |
| Thanh Đức Tông Quang Tự Đế   | Thanh Sùng lăng (崇陵)  | 1914              |

Hoàng đế cuối cùng của nhà Thanh là Phổ Nghi được chôn cất tại nghĩa trang công cộng phía sau lăng mộ của Hoàng đế Quang Tự. Mặc dù không chính thức là một phần của Thanh Tây lăng nhưng nếu bao gồm cả Phổ Nghi thì số lượng Hoàng đế nhà Thanh được chôn cất tại Thanh Tây lăng là 5 vị, tương đương với số lượng ở Thanh Đông lăng.

### Lăng mộ Hoàng hậu
| Hoàng hậu                 | An táng ở Lăng mộ       | Thời gian hạ táng | Ghi chú                                                                |
| ------------------------- | ----------------------- | ----------------- | ---------------------------------------------------------------------- |
| Hiếu Kính Hiến Hoàng hậu  | Thái lăng               | 1737              |                                                                        |
| Hiếu Thánh Hiến Hoàng hậu | Thái Đông lăng (泰东陵) | 1777              | Được Càn Long tôn làm Hoàng thái hậu.                                  |
| Hiếu Thục Duệ Hoàng hậu   | Xương lăng              | 1821              |                                                                        |
| Hiếu Hòa Duệ Hoàng hậu    | Xương Tây Lăng (昌西陵) | 1853              |                                                                        |
| Hiếu Mục Thành Hoàng hậu  | Mộ lăng                 | 1852              | Được Tuyên Tông truy phong hoàng hậu                                   |
| Hiếu Thận Thành Hoàng hậu | Mộ lăng                 | 1852              |                                                                        |
| Hiếu Toàn Thành Hoàng hậu | Mộ lăng                 | 1852              |                                                                        |
| Hiếu Tĩnh Thành Hoàng hậu | Mộ Đông lăng (慕东陵)   | 1852              | Lăng mộ đồng táng 1 Hoàng quý phi, 3 Quý phi, 4 Phi, 4 Tần, 4 Quý nhân |
| Hiếu Định Cảnh Hoàng hậu  | Sùng lăng               | 1915              |                                                                        |

## Tổng thể bố cục
Thanh Tây Lăng tọa lạc dưới chân núi Vĩnh Ninh, thuộc huyện Dịch, tỉnh Hà Bắc. Phía tây giáp ải Tử Kinh (紫荆关), phía đông gần khu di tích Yên Hạ Đô (燕下都), điểm cực nam là cầu Đại Nhạn (大雁桥), đối diện qua sông Dịch Thủy với núi Lang Nha Sơn (狼牙山), còn điểm cực bắc kéo dài đến Kỳ Phong Lĩnh (奇峰岭). Ranh giới ngoài cùng của khu vực lăng mộ trải dài hơn 100 km.
Khu vực lăng được bao quanh bởi rừng cây rộng lớn. Các công trình kiến trúc chính đều do "Dạng thức Lôi" (Yangshi Lei — tên gọi chung của dòng họ Lôi, chuyên đảm nhiệm thiết kế kiến trúc hoàng gia nhà Thanh) chủ trì xây dựng.
Toàn bộ Thanh Tây Lăng có tổng cộng 10 lăng mộ chính, bố trí từ tây sang đông lần lượt như sau:
1. Mộ lăng (慕陵)
2. Mộ Đông lăng (慕东陵)
3. Xương Tây lăng (昌西陵)
4. Xương lăng Phi viên tẩm (昌陵妃园寝)
5. Xương lăng (昌陵)
6. Thái lăng (泰陵)
7. Thái Đông lăng (泰东陵)
8. Thái lăng Phi viên tẩm (泰陵妃园寝)
9. Sùng lăng (崇陵)
10. Sùng lăng Phi viên tẩm (崇陵妃园寝)

Tổng diện tích kiến trúc vào khoảng hơn 500.000 m², trong đó Thái Lăng là trục trung tâm của toàn bộ khu vực Thanh Tây Lăng. Đại Hồng Môn (大红门) của Thái lăng chính là cổng lớn của toàn bộ khu lăng mộ. Ngoài các lăng chính, trong khu vực giữa Xương Tây lăng và Mộ Đông lăng còn có viên tẩm của Hoài Vương; giữa Mộ Đông Lăng và Sùng lăng còn có viên tẩm của các A Ca (hoàng tử), công chúa và Đoan vương.
Trong khu lăng còn có hệ thống kiến trúc phụ trợ phục vụ việc quản lý và tế lễ, gồm:
- Đông phủ và Tây phủ (hai cơ quan bảo vệ lăng),
- Hành cung (nơi nghỉ của vua khi đến tế lễ),
- Chùa Vĩnh Phúc
- Nha môn, doanh trại,...

Các cơ quan này chịu trách nhiệm quản lý thường nhật và tổ chức các nghi lễ tế lễ tại Thanh Tây lăng.

## Kết cấu các lăng mộ

### Thanh Thái lăng

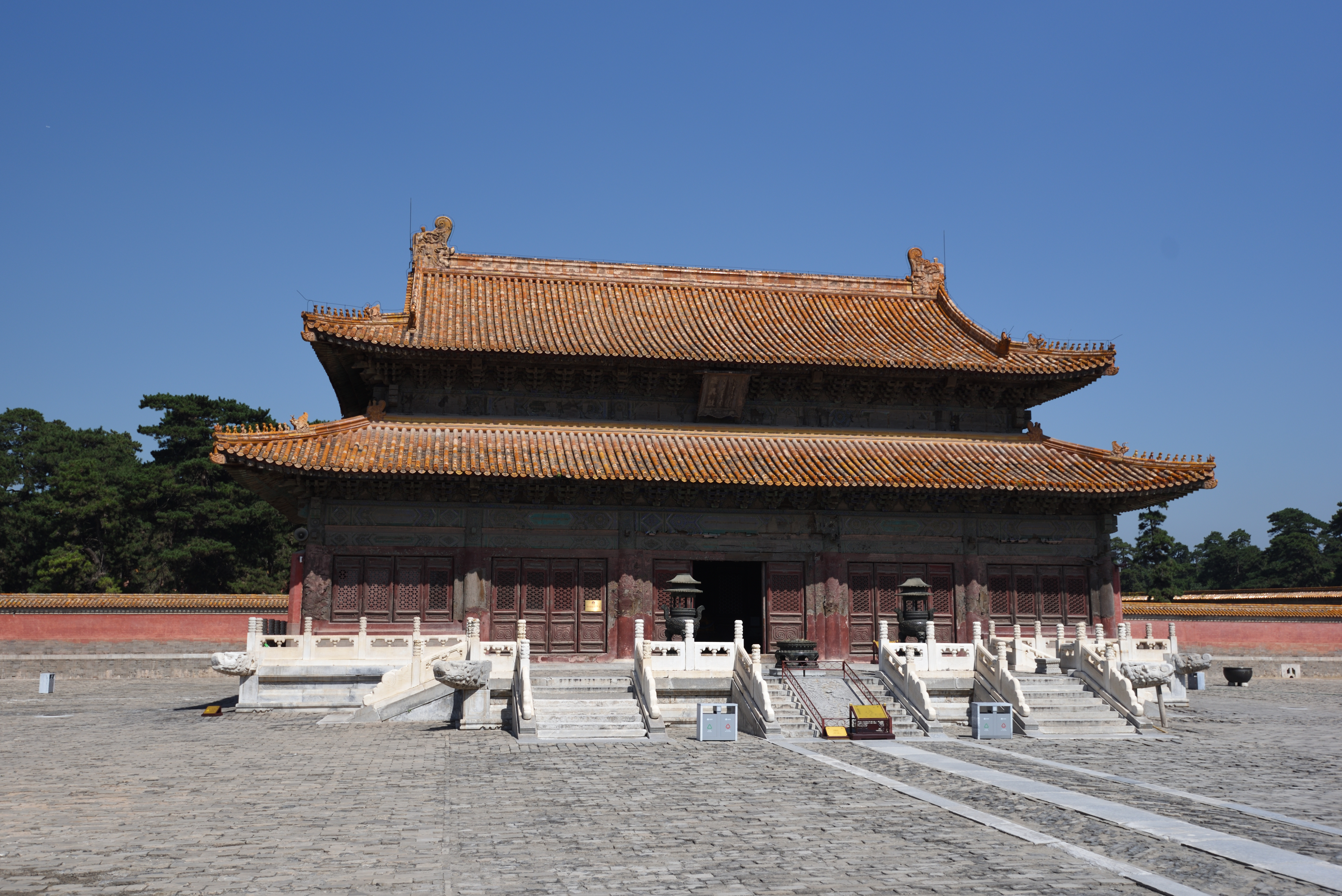
Hưởng điện của Thanh Thái lăng

Thái lăng (泰陵) là lăng tẩm được xây dựng sớm nhất, có quy mô lớn nhất và kiến trúc phụ trợ đầy đủ nhất trong quần thể Thanh Tây Lăng. Tên gọi “Thanh Thái lăng” được đặt vào năm đầu triều Càn Long (1736). Việc xây dựng lăng bắt đầu được chuẩn bị vào năm Ung Chính thứ 7 (1729), và vị trí lăng được xác định vào năm Ung Chính thứ 8 (1730). Năm Ung Chính thứ 13 (1735), Thanh Thế Tông qua đời, đến năm Càn Long thứ 2 (1737), ông chính thức được an táng trong địa cung. Cùng được an táng còn có Hiếu Kính Hiến Hoàng hậu (qua đời năm Ung Chính thứ 9, tức 1731) và Đôn Túc Hoàng quý phi (qua đời năm Ung Chính thứ 3, tức 1725).
Phía nam cùng của lăng là một cổng vòm bằng đá chạm hình ngọn lửa, đi về phía bắc, vượt qua một ngọn đồi nhỏ là cầu đá năm nhịp. Phía bắc cầu là Thần đạo lát gạch. Dọc theo Thần đạo từ nam lên bắc lần lượt có: ba cổng vòm đá; một đôi thú đá (loài thú thần trừ tà trong truyền thuyết); hạ mã bài (bia nhắc xuống ngựa); Đại Hồng môn; Điện Cụ phục; cầu phẳng; bốn trụ biểu, mỗi bên hai trụ đối xứng; Thánh Đức Thần Công bi đình; cầu đá đơn đường bảy nhịp; một đôi vọng trụ bằng đá; năm đôi tượng người và thú đá; Long Phượng môn; cầu ba nhịp đơn đường; cầu ba nhịp ba lối; Thần đạo bi đình; một đôi hạ mã bài; đình giếng; nhà bếp và kho tế thần, gồm một nhà bếp tế thần, hai nhà kho, một đình tế súc vật; hai nhà chầu; hai nhà ban; Long Ân môn; hai lò đốt vàng mã; hai điện phối; Long Ân điện (nền lát bằng gạch vàng); ba cửa vòm; nhị trụ môn; đàn tế đá; phương thành (phía trên có bảo đỉnh); thành hình trăng lưỡi liềm; bảo đỉnh (phía dưới là địa cung). Gạch vàng dùng lát nền đều được nung tại Tô Châu, gạch xây phương thành được sản xuất ở Lâm Thanh (Sơn Đông), ngói men lấy từ Xưởng lưu ly ở Bắc Kinh, còn đá xanh trắng thì khai thác từ Đại Thạch Ốc ở Phòng Sơn.

### Thái Đông lăng
Thái Đông lăng nằm cách Thanh Thái lăng khoảng 1,5 km về phía đông bắc, là nơi an táng Hiếu Thánh Hiến Hoàng hậu Nữu Hỗ Lộc thị, thân mẫu của Thanh Cao Tông Càn Long Hoàng đế . Khi Thanh Thế Tông băng hà, Hiếu Thánh Hiến Hoàng hậu vẫn còn sống, theo nghi lễ không thể chôn cất cùng Thanh Thái lăng nên vào năm Càn Long thứ 2 (1737), một lăng riêng đã được xây dựng, chính là Thái Đông lăng. Tháng Giêng năm Càn Long thứ 42 (1777), bà qua đời, đến tháng 4 cùng năm được an táng trong địa cung, Thái Đông lăng chính thức hoàn thành.
Lăng Thái Đông là một trong những lăng hậu phi có quy mô lớn thời nhà Thanh, kiến trúc sắp xếp từ nam lên bắc gồm: một cầu đá ba nhịp; ba cầu lát đá có lan can; hai nhà chầu; hai nhà ban; hai điện phối; một đôi lò đốt vàng mã; một tổ hợp nhà bếp và kho tế thần; Long Ân môn; Long Ân điện; ba cửa vòm; đàn tế đá; phương thành (trên có Minh lâu); bảo đỉnh (phía dưới có địa cung).

### Thái lăng phi viên tẩm
Thái lăng phi viên tẩm thuộc Thái lăng, nằm cách Thái Đông lăng khoảng 1 km về phía đông nam, là nơi an táng các phi tần của Thanh Thế Tông. Kiến trúc của khu lăng từ nam lên bắc lần lượt gồm: một cầu đá ba nhịp; hai nhà chầu; hai nhà ban; hai điện phối; Long Ân môn; Long Ân điện; ba cửa vòm. Phía sau ba cửa là một sân nội có mái ngói lưu ly xanh bao quanh bởi tường, trong sân có tổng cộng 21 bảo đỉnh xây bằng gạch, chia làm ba hàng trước – giữa – sau. Vị trí chôn cất cụ thể, tính từ nam lên bắc, từ tây sang đông lần lượt là:
- Hàng thứ nhất: Ninh phi, Tề phi, Thuần Ý Hoàng quý phi, Khiêm phi, Mậu tần
- Hàng thứ hai: Mã Thường tại, Na Thường tại, Hải Quý nhân, An Quý nhân, Quách Quý nhân, Lý Quý nhân, Trương Quý nhân, Lý Thường tại, Xuân Thường tại;
- Hàng thứ ba: Trương Cách cách, Tô Cách cách, Thường Thường tại, Cao Thường tại, Cố Thường tại, Y Cách cách, Trương Cách cách.

### Thanh Xương Lăng

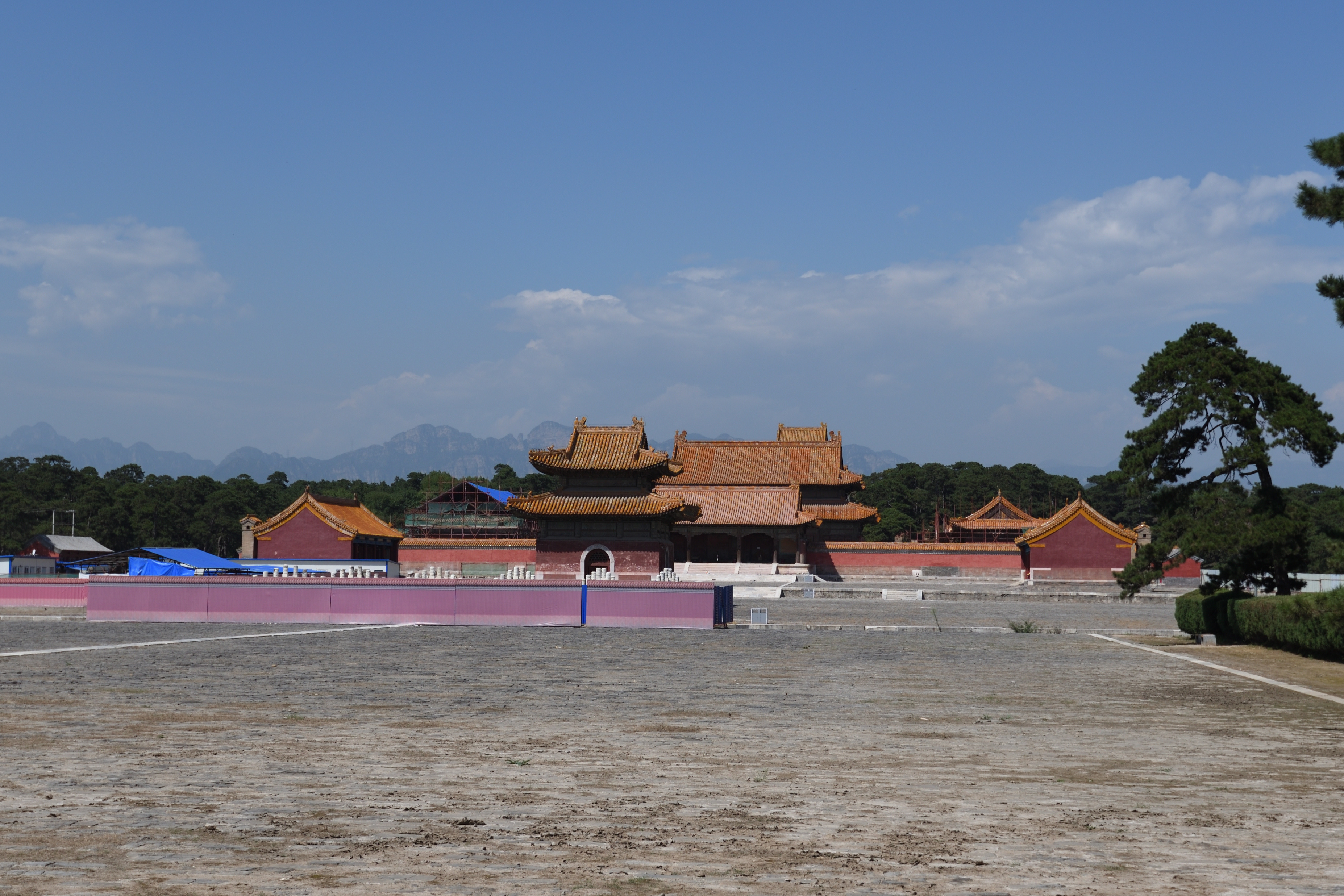
Toàn cảnh Thanh Xương lăng

Xương lăng (昌陵) nằm ở phía tây nam của Thái lăng. Lăng được khởi công xây dựng vào năm Gia Khánh nguyên niên (1796), và hoàn thành phần kiến trúc chính vào năm Gia Khánh thứ 8 (1803). Năm Gia Khánh thứ 25 (1820), Thanh Nhân Tông qua đời, đến tháng 3 năm Đạo Quang nguyên niên (1821), ông chính thức được an táng tại đây. Trước đó, vào năm Gia Khánh thứ 2 (1797), Hiếu Thục Duệ Hoàng hậu đã qua đời và cũng được chôn cất tại Thanh Xương lăng.
Từ nam lên bắc, kiến trúc của lăng bao gồm: Thần đạo, bình kiều, Thánh Đức Thần Công bi đình, trụ biểu, cầu đá năm nhịp, vọng trụ đá, tượng đá người và thú,Long Phượng môn, cầu đá ba nhịp đơn lối, cầu ba nhịp ba lối, đình bia Thần đạo, hạ mã bài, đình giếng, nhà bếp và kho tế lễ, nhà chầu, nhà ban, Long Ân môn, lò đốt vàng mã, điện phối, Long Ân điện, ba cửa vòm, nhị trụ môn, đàn tế đá, tường thành vuông có Minh lâu phía trên, bảo đỉnh và địa cung phía dưới. Khác với các lăng khác, nền Long Ân điện của Thanh Xương Lăng được lát bằng đá hoa tím lấy từ Hà Nam.

### Xương Tây lăng

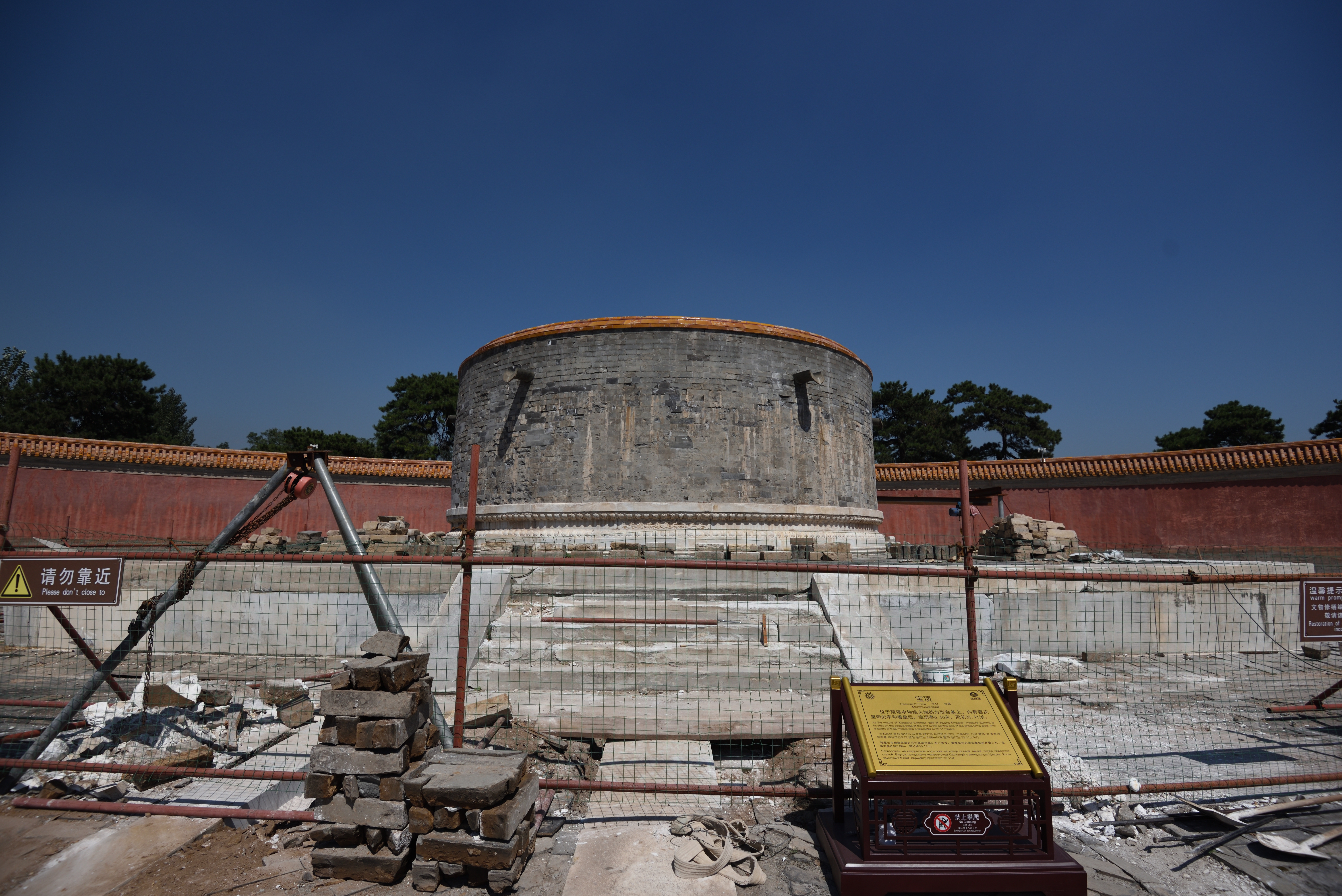
Bảo đính của Xương Tây lăng và tường vọng âm bao quanh

Xương Tây lăng nằm cách Thanh Xương lăng khoảng 1,5 km về phía tây, là nơi an táng Hiếu Hòa Duệ Hoàng hậu. Bà qua đời vào năm Đạo Quang thứ 29 (1849). Lăng bắt đầu xây dựng vào năm Hàm Phong nguyên niên (1851), đến năm Hàm Phong thứ 3 (1853), bà được chính thức an táng, công trình hoàn tất.
So với các lăng hậu phi khác, quy mô của Xương Tây Lăng nhỏ hơn, gồm có: cầu đá ba nhịp, cầu lát đá có lan can, nhà chầu, nhà ban, điện phối, lò đốt vàng mã, nhà bếp và kho tế, Long Ân môn, Long Ân điện, một cầu có lan can và hai cầu phẳng xếp song song, ba cửa vòm, đàn tế đá, bảo đỉnh và địa cung bên dưới.
Trên Thần đạo trước đài nguyệt (bệ tròn trước bảo đỉnh), tảng đá thứ bảy được gọi là "đá vọng âm", âm thanh phát ra tại đây sẽ được tăng cường dưới lòng đất rồi vọng trở lại. Xung quanh bảo đỉnh có xây tường vọng âm hình bán nguyệt, người đứng ở hai đầu đối diện có thể nghe thấy tiếng của nhau.

### Xương lăng phi viên tẩm
Xương lăng phi viên tẩm của Thanh Nhân Tông nằm về phía tây nam của Thanh Xương lăng và phía đông của Xương Tây lăng. Quy mô khu lăng này nhỏ hơn so với khu lăng phi tần của Thái lăng, nhưng kiểu dáng kiến trúc tương tự và được xây dựng cùng thời điểm.
Công trình gồm: một cầu đá một nhịp dài 14,5 mét; hai nhà chầu; hai nhà ban; hai điện phối; Tẩm Ân môn; Hưởng điện (trong có đặt bài vị các phi tần gồm: Trang phi, Thứ phi, Hòa Dụ Hoàng quý phi, Cung Thuận Hoàng quý phi, Hoa phi, Tín phi từ trái sang phải). Sau điện là bức tường hình chữ “Bát” cao 1,25 mét với một khoảng trống ở giữa. Bên trong là khu sân có mái ngói lưu ly xanh bao quanh, trong sân có 17 bảo đỉnh được chia thành 4 hàng: hàng đầu 2 bảo đỉnh, hàng hai 5 cái, hàng ba 8 cái, hàng cuối 2 cái.
Tuy nhiên, số lượng người được chôn tại đây được ghi chép khác nhau tùy theo tài liệu: có tài liệu ghi 12 người, có nơi ghi 17 hoặc 18 người. Trong đó, tài liệu nói có 18 người dựa theo một bản sơ đồ lăng mộ không rõ niên đại. Bản đồ này chia 4 hàng từ nam lên bắc gồm: 1, 5, 8 và 4 bảo đỉnh. Thứ tự an táng như sau:
- Hàng thứ nhất: Cung Thuận Hoàng quý phi, Hòa Dụ Hoàng quý phi
- Hàng thứ hai: Mộ bằng đá vòm (chủ nhân không rõ), Hoa phi, Thứ phi, Trang phi, Tín phi
- Hàng thứ ba: Mộ xây gạch vòm (chủ nhân không rõ), Ân tần, Vinh tần, Tốn tần, Giản tần, Thuần tần, An tần, mộ gạch vòm (chủ nhân không rõ)
- Hàng thứ tư: Mộ gạch chìm (chủ nhân không rõ), Ngọc Quý nhân, Vân Quý nhân, mộ gạch chìm (chủ nhân không rõ)

### Thanh Mộ lăng

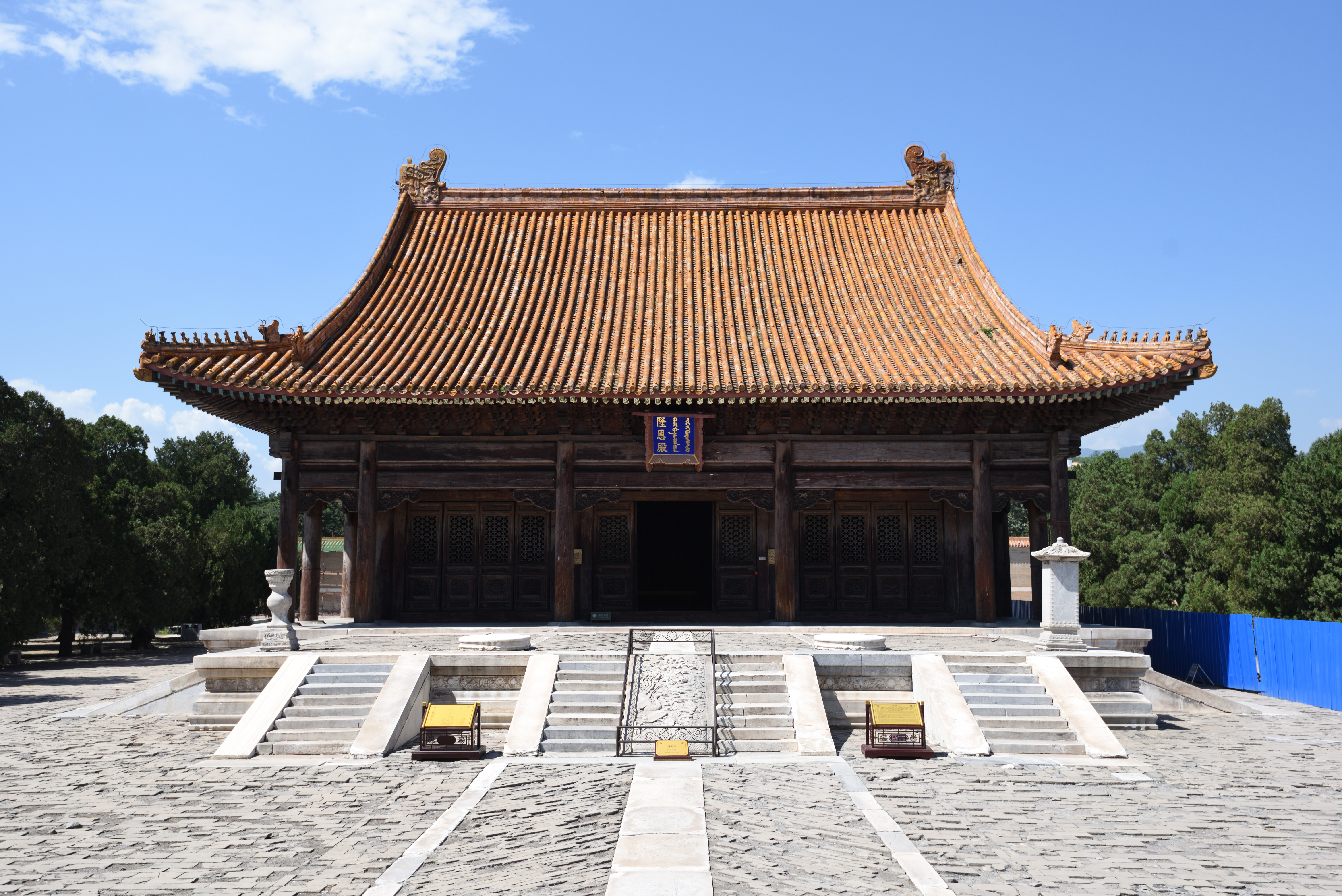
Long Ân điện bằng gỗ nam mộc trong Mộ lăng

Mộ lăng (慕陵) tọa lạc tại khu vực phía tây nhất trong quần thể Tây lăng, là nơi yên nghỉ của Thanh Tuyên Tông Đạo Quang Hoàng đế. Sau khi hủy bỏ lăng mộ ban đầu tại khu Đông lăng, triều đình cho xây dựng lăng mới tại Tây lăng vào năm Đạo Quang thứ 12 (1832). Đến năm Đạo Quang thứ 16 (1836), các công trình chính đã được hoàn thành. Năm Đạo Quang thứ 30 (1850), Thanh Tuyên Tông băng hà. Hai năm sau, tức năm Hàm Phong thứ 2 (1852), ông chính thức được an táng tại Mộ lăng cùng với ba vị hoàng hậu: Hiếu Mục Thành Hoàng hậu, Hiếu Thận Thành Hoàng hậu và Hiếu Toàn Thành Hoàng hậu.
Do lăng mộ từng được xây dựng và sau đó phá bỏ tại Đông lăng, việc tái thiết tại Tây lăng đã giản lược nhiều hạng mục kiến trúc. Lăng Mục không có các công trình như Thánh Đức Thần Công bi đình, cột hoa biểu, tượng đá, Phương thành, Minh lâu, nhị trụ môn, ba cổng lớn,... Hiện chỉ còn các hạng mục chính như: Long Ân điện cùng hai điện phụ phía đông và tây, sông Ngọc Đới và ba cây cầu đá bắc qua sông, cổng đá, đàn tế, bảo đỉnh (bên dưới là địa cung), được bao quanh bởi hào nước hình rồng.

### Mộ Đông lăng
Mộ Đông lăng nằm cách Mộ lăng khoảng 1 km về phía đông bắc, nguyên là viên tẩm của các phi tần được an táng cùng Thanh Tuyên Tông và là nơi yên nghỉ thứ hai dành cho hậu cung của ông. Năm Hàm Phong thứ 5,  Khang Từ Hoàng quý thái phi được tôn phong làm Khang Từ Hoàng thái hậu, truy phong với thụy hiệu là Hiếu Tĩnh Thành Hoàng hậu. Sau khi bà được an táng tại viên tẩm này, nơi đây được đổi tên thành Mộ Đông lăng.
Mộ Đông lăng trải qua hai lần mở rộng. Lần thứ nhất vào năm Hàm Phong nguyên niên (1851), khi nơi này vẫn còn là viên tẩm. Công trình được mở rộng để xây Bảo thành cho Hoàng quý thái phi lúc bấy giờ, sau này là Hiếu Tĩnh Thành Hoàng hậu. Lần mở rộng thứ hai diễn ra vào năm Hàm Phong thứ 5 (1856), sau khi bà qua đời, viên tẩm được quy hoạch và xây dựng thành Mộ Đông lăng.
Mộ Đông lăng có một điện thờ chính gồm năm gian, bên trong đặt ba khám thờ thần. Phía đông và tây của điện là hai gian phòng phụ và hai phòng trực ban. Phía sau là cổng cung ba gian, ở giữa là lầu cổng kiểu mái cong đơn, dưới có khắc tấm biển đá cẩm thạch trắng ghi dòng chữ [慕東陵] (Mộ Đông lăng). Phía sau cổng chính là đàn tế bằng đá, tiếp theo là nguyệt đài xây bằng gạch, sau cùng là bảo đính, nơi đặt địa cung của Hiếu Tĩnh Thành Hoàng hậu. Bảo đính  được bao quanh bởi tường cong nối liền hai bên cổng. Phía sau cánh cổng là hậu viện của Mộ Đông lăng, nơi xây dựng tổng 16 bảo đính bao quanh theo hình vòng cung. Trong đó, phía ngoài tường cong bên đông có một bảo đỉnh có quy mô gần bằng bảo đỉnh của Hiếu Tĩnh Thành Hoàng hậu, thuộc về Trang Thuận Hoàng quý phi, 15 bảo đính còn lại nằm về phía bắc, chia làm ba hàng, mỗi hàng năm bảo đính. Tuy danh tính cụ thể của từng người an táng không rõ ràng nhưng sử sách ghi nhận có các phi tần như: Đồng Quý phi, Giai Quý phi, Thành Quý phi, Hòa phi, Trân tần, Thường phi, Tường phi, Điềm tần, Thuận tần, Hằng tần, Dự tần, Bình Quý nhân, Định Quý nhân, Ý Quý nhân, Lộc Quý nhân,… được an táng tại đây.

### Thanh Sùng lăng

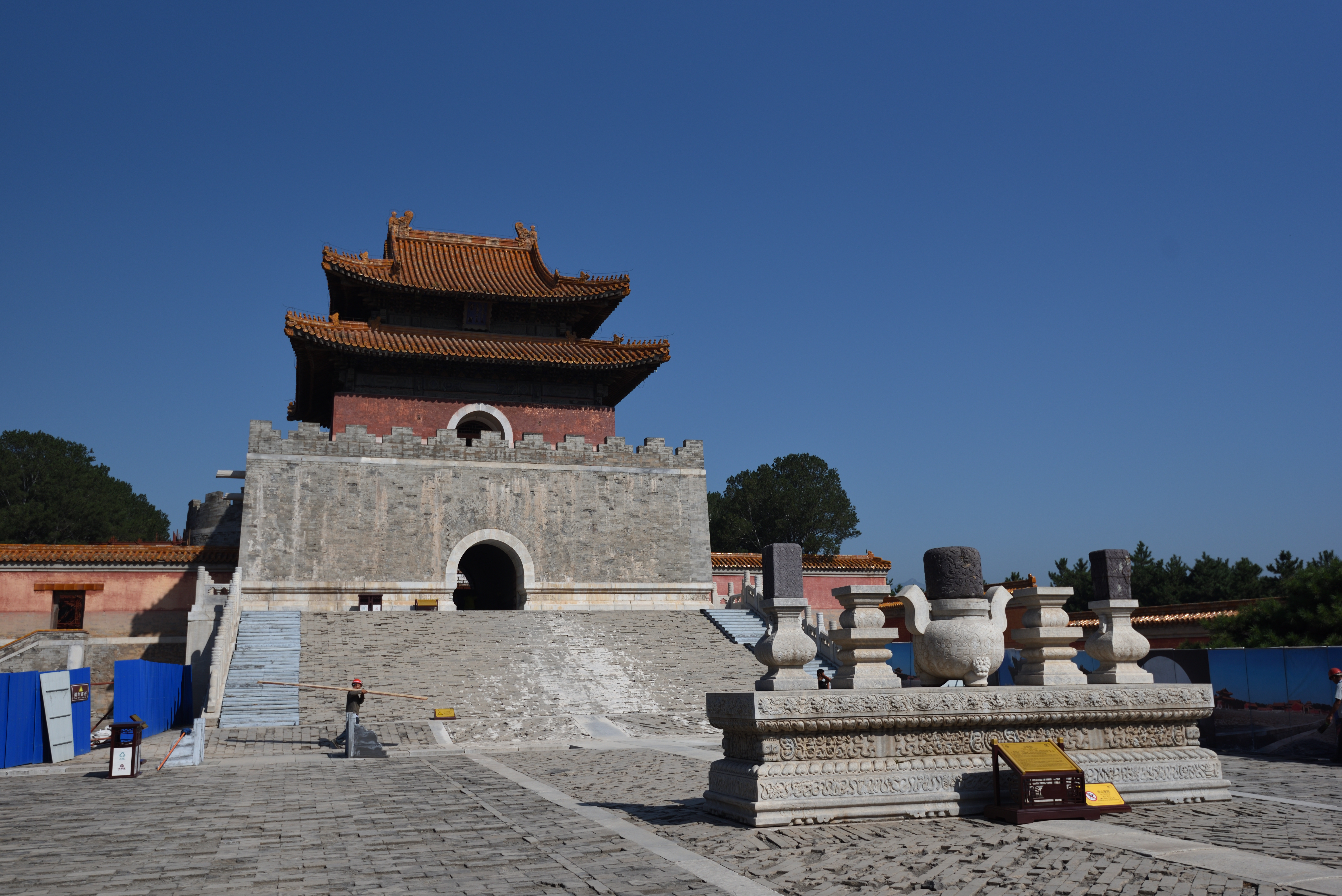
Tường thành của Thanh Sùng lăng

Sùng lăng (崇陵) là lăng mộ nằm ở phía đông nhất của Thanh Tây lăng, là nơi an táng Thanh Đức Tông Quang Tự Hoàng đế. Lăng này được bắt đầu chọn địa điểm và xây dựng sau khi Thanh Đức Tông qua đời vào năm Quang Tự thứ 34 (1908). Sau khi Trung Hoa Dân Quốc thành lập, từ năm 1912 đến 1913, công trình xây dựng lăng bị đình trệ. Đến mùa xuân năm 1913, việc xây dựng được khởi công trở lại với kinh phí được trích từ quỹ hoàng thất nhà Thanh. Năm 1915, công trình hoàn tất. Ngoài Đức Tông, Hiếu Định Cảnh Hoàng hậu (Long Dụ Thái hậu) qua đời năm thứ 2 Dân Quốc (1913) cũng được hợp táng tại đây.
Thanh Sùng lăng là một trong những lăng có quy mô nhỏ nhất tại Thanh Tây Lăng, đồng thời cũng là lăng hoàng gia cuối cùng trong lịch sử Trung Quốc. Cấu trúc gồm các phần: Vọng trụ, Bài lâu môn, Tiểu bi đình, Thần trù khố, Tam lộ ngũ khổng kiều, Triêu phòng, Ban phòng, Long Ân môn, Long Ân điện, Tam tọa môn, Nhị trụ môn, Thạch ngũ cung, Phương thành, Minh lâu, Bảo thành, Bảo đỉnh, Địa cung. 
Lăng này có hệ thống thoát nước hoàn chỉnh nhất trong Thanh Tây Lăng, bao gồm các lỗ thoát nước trong thành hình trăng lưỡi liềm, sông Ngọc Đới trước Minh lâu và trước ba cửa, cùng hệ thống tiêu thoát quanh nền điện. Địa cung nằm ngay dưới đỉnh báu, hướng mộ lệch 20° về phía đông bắc. Điểm cực nam nằm ở cổng vòm của lầu Minh, tổng chiều dài đường mộ là 10,25m. Cuối phía bắc của đường mộ là bức tường Kim Cang làm bằng đá dài, cửa hình vòm được cố định bằng chốt sắt. Bên trong tường là địa cung, một công trình xây bằng đá hình vòm, dài 64,05m, gồm sáu gian vòm: vòm hầm, vòm chặn, vòm chụp, vòm minh đường, vòm xuyên đường, và vòm kim. Ngoại trừ hai vòm đầu tiên, mỗi cặp vòm còn lại được ngăn cách bởi một cửa đá hai cánh.
Lỗ trộm mộ nằm gần đầu phía nam đường mộ. Bọn trộm đã cạy mở cánh cửa phía đông của mỗi cửa đá. Trong cuộc khai quật khảo cổ năm 1980, các nhà khảo cổ đã phát hiện quan quách của Thanh Đức Tông và Hiếu Định Cảnh Hoàng hậu đặt trên giường quan trong gian vòm kim. Quan tài của Thanh Đức Tông làm bằng gỗ nam, nắp chưa bị mở. Tuy nhiên, kẻ trộm đã đục quan tài từ phía nam bằng búa và rìu; thi hài của hoàng đế bị lật úp, mất giày, chỉ còn sót lại một chiếc áo có họa tiết rồng, quần áo lót bên trong đã mục nát hoàn toàn, tóc bím bị rụng và gãy làm hai đoạn.
Bên trong quan tài của Thanh Đức Tông được bao quanh bởi 5 lớp vải gấm thêu chữ Phạn bằng chỉ vàng năm màu và 8 lớp vải gấm màu có hình rồng vàng. Quan tài của Hiếu Định Cảnh Hoàng hậu bị mở nắp bởi bọn trộm, bên trong và bên ngoài đều được sơn đỏ bóng và viết chữ Phạn màu vàng. Bên ngoài nắp quan khắc chín pho tượng Phật đang ngồi thiền trên tòa sen với đôi tay chắp lại và mắt nhắm. Bên dưới tượng Phật có hình phượng hoàng vàng được chạm khắc. Quan tài bị xáo trộn nghiêm trọng, quần áo bên trong hoàn toàn mục nát, tóc chỉ còn lại một túm lộn xộn buộc bằng dây đỏ. Ngoài ra, trên giường quan phía dưới quan tài của Thanh Đức Tông có một giếng vàng mà bọn trộm không phát hiện được. 

### Sùng lăng phi viên tẩm

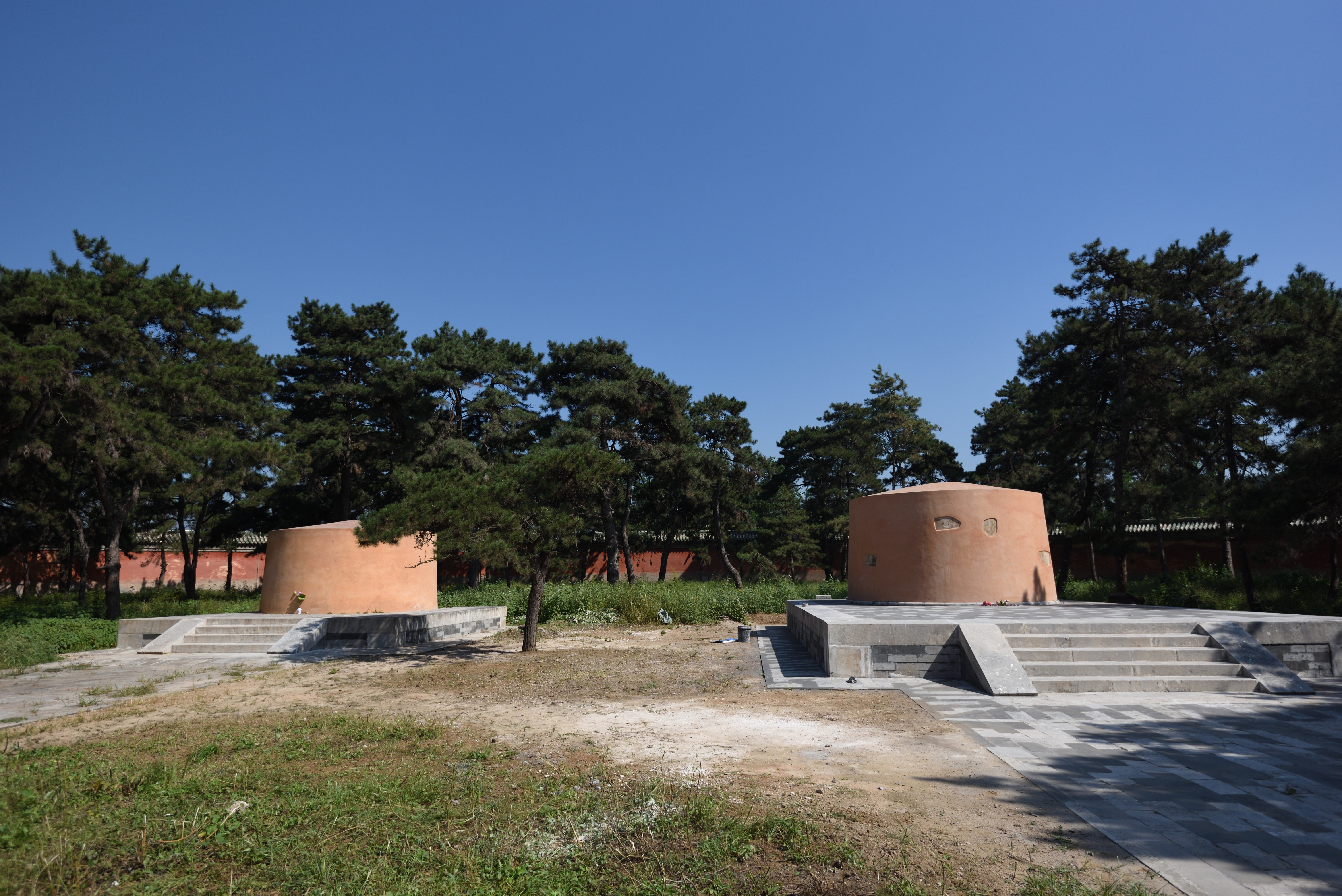
Bảo đính tại Sùng lăng phi viên tẩm, bên trái là Cẩn phi, phải là Trân phi

Sùng lăng phi viên tẩm nằm cách phía đông lăng chính khoảng 0,5 km, được khởi công đồng thời với lăng và hoàn tất vào đầu thời Dân Quốc. Khu viên tẩm quay mặt về hướng nam, có cấu trúc từ nam lên bắc gồm: cầu đá vòm ba lỗ cùng hai cầu đá phẳng hai bên, Triêu phòng, Ban phòng, Môn cung, Long Ân điện, Tam môn, và hai Bảo đính xây bằng gạch.
Hai bảo đính nằm dọc theo trục đông -tây: phía đông là Trân phi, phía tây là Cẩn phi. Trân phi được táng theo nghi lễ dành cho Quý phi, còn Tấn phi được an táng theo nghi lễ của Hoàng quý phi, nên bảo đính của bà lớn hơn so với Trân phi. Cẩn phi, qua đời năm 1924, cũng là thành viên hoàng tộc cuối cùng được an táng tại Thanh Tây Lăng.
Dưới đây là bản dịch tiếng Việt của đoạn văn bạn cung cấp về **lăng mộ của Đoan Vương** và **Hoài Vương**:

### Đoan Thán vương viên tẩm
Viên tẩm của Đoan Thân vương nằm tại thôn Trương Các Trang, cách phía tây nam Thanh Sùng lăng khoảng 1 km, quay mặt về hướng nam. Đây là viên tẩm của Hoằng Huy, con trai trưởng mất sớm của Thanh Thế Tông Ung Chính Đế. Trong viên tẩm này còn có bài vị của ba người con khác cũng mất sớm của Thế Tông: Hoằng Phán, Hoằng Quân và Phúc Nghi.
Cả bốn người này đều qua đời trước khi Thanh Thế Tông lên ngôi. Ban đầu họ được chôn cất tại khu vực Hoàng Hoa Sơn ở Thiên Tân. Trong đó, Hoằng Huy mất khi mới 8 tuổi. Sau khi Thanh Cao Tông Càn Long Đế lên ngôi, ông đã truy phong Hoằng Huy làm Đoan Thân vương.
Vào năm Càn Long thứ ba (1738), sau khi lăng Thái Lăng hoàn thành, di cốt của bốn vị hoàng tử này được cải táng về khu vực Thanh Tây Lăng, tại vị trí hiện nay. Năm 2005, Ban Quản lý Di tích Văn hóa Thanh Tây Lăng tiến hành trùng tu viên tẩm Đoan Thân vương. Toàn bộ kiến trúc được lợp bằng ngói lưu ly màu xanh lục, sắp xếp theo trục nam – bắc gồm: cầu ba lỗ, phòng phụ, Cung môn, Hưởng điện, Lưu Ly môn và ba Bảo đính.
Cụ thể:
- Gò phía tây là của Hoằng Phán
- Gò phía bắc là của Hoằng Huy
- Gò phía đông là của Hoằng Quân
- Phúc Nghi tuy được táng tại đây nhưng không có bảo đỉnh

Địa cung của Hoằng Huy từng bị trộm. Theo kết quả khai quật và dọn dẹp năm 1994 do Ban Quản lý Thanh Tây Lăng thực hiện, tro cốt của Hoằng Huy bị đổ bên ngoài cửa đá của địa cung, còn bình đựng tro thì không rõ tung tích.

### Hoài Thân vương viên tẩm
Nơi an táng Phúc Huệ, con trai thứ 8 của Thanh Thế Tông. Viên tẩm này nằm tại thôn Thái Bình Ngục, phía tây bắc Thanh Tây Lăng. Phúc Huệ qua đời vào năm Ung Chính thứ 6 khi mới 8 tuổi. Sau khi Thanh Cao Tông lên ngôi, ông đã truy phong Phúc Huệ làm Hoài Thân vương.
Sau khi Thái Lăng hoàn thành, vào năm Càn Long thứ ba (1738), thi hài Phúc Huệ được cải táng từ Hoàng Hoa Sơn (Thiên Tân) về khu lăng mộ Thanh Tây lăng, và một viên tẩm riêng được xây dựng cho ông.
Năm 2005, Ban Quản lý Di tích Văn hóa Thanh Tây Lăng đã trùng tu viên tẩm Hoài Thân vương. Viên tẩm này quay mặt về phía nam, phía ngoài cổng lớn có trụ xuống ngựa và doanh phòng. Các công trình khác (ngoài tường bao) được sắp xếp từ nam đến bắc gồm: Thần kiều, Cung môn, Hưởng điện, Thần môn và Cổng góc. Các công trình chính đều được lợp ngói lưu ly màu xanh lục.